# Adh-Dhàhir Tàtar
Al-Màlik adh-Dhàhir Sayf-ad-Din Tàtar —àrab: االملك الظاهر سيف الدين طاطار, al-Malik aẓ-Ẓāhir Sayf ad-Dīn Ṭāṭār—, més conegut simplement com a adh-Dhàhir Tàtar o com Tàtar, fou soldà mameluc de la dinastia burjita o circassiana (1421).
Al-Mudhàffar Àhmad, segon fill de Shaykh al-Muhammudi, només tenia 17 mesos quan el pare va morir el 14 de gener de 1421. Havent mort el fill gran Ibrahim, havia estat designat successor per Shaykh i fou proclamat, sota la regència d'un amir, que en aquell moment estava en campanya. El seu atabeg (tutor) era Tàtar, que va assolir les funcions de govern. Al cap de poc es va casar amb la vídua de Shaykh i mare d'Àmhad i al cap de vuit mesos de regnat va declarar deposat a l'infant i va assolir el tron amb el títol d'al-Màlik adh-Dhàhir Sayf-ad-Din Tàtar (agost de 1421).
Tàtar va morir per causes naturals al cap de quatre mesos (desembre de 1421). Havia designat hereu al seu fill Muhammad, que era menor d'edat, amb l'amir Barsbay com a atabeg i l'amir Djanibey com a regent.